# Anton Sprick
Anton Sprick (* 1994 in Hamburg) ist ein deutscher Hörspiel- und Synchronsprecher.

## Leben
Anton Sprick wurde 1994 in Hamburg als Sohn der Schauspielerin Marion Elskis und des Fernsehproduzenten Torsten Sprick geboren.
Er sprach als jüngeres Kind bei den Teletubbies. Seit 2006 spricht er die Hauptrolle des Moritz Seeler in Teufelskicker. Er selbst spielt zwar nicht Fußball, sondern Hockey, liebt aber Fußball sehr und ist Fan des HSV. Seine Mutter Marion Elskis spricht in Teufelskicker Moritz’ Mutter.
Seine Schwester Lea ist ebenfalls Hörspiel- und Synchronsprecherin.

## Hörspiele (Auswahl)
- 2004: Helmut Peters: Das neue Märchenkuddelmuddel (2. Entenküken) – Regie: Helmut Peters (Original-Hörspiel, Kinderhörspiel – NDR)
- 2005: Bettina Obrecht: Designer-Baby (2 Teile) (Tim) – Regie: Jörgpeter Ahlers (Hörspielbearbeitung, Kinderhörspiel, Science-Fiction-Hörspiel – NDR)
- 2006: Jesko von Schwichow: Die Sperrmüllpiraten oder Ein Ohr für alle Fälle (Jens) – Regie: Jesko von Schwichow (Originalhörspiel, Kinderhörspiel – NDR)
- 2006: Jörgpeter Ahlers: Das Wunder von Björn (Björn) – Regie: Jörgpeter Ahlers (Originalhörspiel, Kinderhörspiel – NDR)
- 2008: Ian Ogilvy: Miesel und das Glibbermonster (2 Teile) (Miesel) – Regie: Hans Helge Ott (Hörspielbearbeitung, Kinderhörspiel – NDR)
- 2008: Ian Ogilvy: Miesel und die Gruselgrotte (2 Teile) (Miesel) – Regie: Hans Helge Ott (Hörspielbearbeitung, Kinderhörspiel – NDR)
- 2010: Andreas Steinhöfel: Paul Vier und die Schröders (Paul 4) – Bearbeitung und Regie: Christoph Dietrich (Hörspielbearbeitung, Kinderhörspiel – NDR)

Quelle: ARD-Hörspieldatenbank

## Sonstige Sprechrollen (Auswahl)
- Moritz Seeler in Teufelskicker
- als Karl Vierstein in Ein Fall für TKKG (2015–)
- Brenton Bell (als Kyle) in H2O – Plötzlich Meerjungfrau (2006–2010) in Episode „Valentinstag“ (Staffel 3)
- als Max in Benjamin: bärenstark! (2003–2007)
- James Anfiteatro (als Mini Patrick) in McLeods Töchter (2001–2009) in Episode „Der falsche Koffer“ (Staffel 8)